# Chrysopogon punctatus
Chrysopogon punctatus är en tvåvingeart som beskrevs av Ricardo 1912. Chrysopogon punctatus ingår i släktet Chrysopogon och familjen rovflugor. Inga underarter finns listade i Catalogue of Life.